# Cordelia Chase
Cordelia Chase är en rollfigur i TV-serierna Buffy och vampyrerna och Angel och spelas av Charisma Carpenter.
Cordelia är under tiden på Sunnydale High cheerleader och skolans prinsessa. Under sin tid i Buffy och Vampyrerna är hon både Buffys fiende och allierade. Cordelias mest utmärkande karaktärsdrag är hennes allt annat än trevliga attityd. Willow är i början av serien en av Cordelias hackkycklingar och när Buffy misstar Cordelia för en vampyr och nästan dödar henne ser Cordy till att Buffy förblir utanför skolans coola gäng. 
Eftersom Cordelia ofrivilligt ofta hamnar mitt i Buffys äventyr blir hon så småningom en medlem av scooby-gänget. Hon blir också tillsammans med Xander i säsong två. Cordelia är den som ofta råkar ut för påhopp från vampyrer och demoner men räddas av Buffy och de andra. 
När gänget gått ut high school lämnar hon Buffy och vampyrerna för att medverka i serien Angel istället, fortfarande som Cordelia Chase. I Angel har hon fortfarande samma kaxiga attityd och hon jobbar tillsammans med Angel, vampyren med en själ och synska halvdemonen Doyle. När Doyle offrar sig i kampen för det goda kysser han Cordelia precis innan han dör och överför sina syner till henne. På grund av synerna då hon kan känna människors smärta blir hon mer omtänksam, men lite av sin ytliga sida finns alltid kvar i säsong tre ska Cordelia berätta för Angel att hon älskar honom men stoppas på vägen till mötet och Cordelia blir ett "högre väsen". Hon kommer senare tillbaka och Angels son Connor och hon inleder en relation, Cordelia blir gravid och med hjälp av Connor skyndar de på födseln av hennes barn (Jasmine). Jasmine föds som vuxen människa och under födseln tappar Cordelia medvetandet och hamnar i koma!. Inte förrän i avsnitt 5:12 vaknar hon upp och hjälper Angel ur en knipa. För första gången i serien säger Cordelia att hon förälskade sig i Angel. Hon säger till Angel att hon inte kan stanna hos honom och indirekt antyder hon att han kommer att lyckas med att besegra de onda krafterna och bli dödlig igen (hon gör det genom att säga "I will see you again" och "i will keep watching you")- Innan Cordelia går ut från Angels kontor säger hon "One for the road" och kysser Angel. Under kyssen ringer telefonen och Angel vill inte ta samtalet men Cordelia säger att han är tvungen att svara. Det är sjukhuset som ringer och säger att Cordelia har dött, han säger att det är omöjligt eftersom hon är i rummet, vänder sig för att titta åt hennes håll men Cordelia är borta! 